# ميكائيل هانسون
ميكائيل هانسون (بالسويدية: Mikael Hansson)‏ (15 مارس 1970 بنورشوبينغ في السويد - ) هو لاعب كرة قدم سويدي في مركز الدفاع. لعب مع ستوك سيتي ونادي نوركوبنغ وSöderköpings IK ‏.

## وصلات خارجية
- ميكائيل هانسون على موقع قاعدة بيانات كرة القدم.إي يو (الإنجليزية)
- ميكائيل هانسون على موقع ناشيونال فوتبول تيمز (الإنجليزية)